# العيون (الكويت)
العيون، منطقة من مناطق محافظة الجهراء في الكويت.
و هي تعني عين الماء وقد كان يوجد بها عدة عيون ماء عذب، ولكن مع مرور الزمن عليها نضبت. وتتميز منطقة العيون بارتفاعها الجغرافي علي المناطق المحيطة بها مثل الواحة والنسيم.